# Џон Стоктон
Џон Хјустон Стоктон (енгл. John Houston Stockton; Спокен, САД, 26. март 1962) бивши је амерички кошаркаш. На драфту 1984. одабрала га је Јута џез као 16. пика. Целокупну играчку каријеру, која је трајала од 1984. до 2003, провео је у Јути. Играо је на позицији плејмејкера. Током сваке од његових деветнаест сезона у Јути та екипа је одлазила у плеј-оф, а 1997. и 1998. с екипом је дошао до финала где су оба пута изгубили од Чикаго булса предвођених Џорданом, Пипеном и Родманом. Током играчке каријере је са Карлом Малоуном чинио један од најефикаснијих двојаца у НБА лиги. 
Десет пута је био учесник НБА ол-стара. Двапут је био уврштен у Кућу славних: први пут 2009. за индивидуална достигнућа у каријери, а други пут 2010. као члан Дрим-тима из 1992. За једног од педесет најбољих играча у историји НБА лиге проглашен је 1996. Држи убедљива прва места у историји лиге по броју укупних асистенција и по броју украдених лопти и сматра се за једног од најбољих плејмејкера у историји НБА.
Ожењен је Надом Степович, ћерком последњег територијалног гувернера Аљаске Мајка Степовича и с њом има две ћерке и четири сина.